# Juan Eguiguren
Juan Eduardo Eguiguren Guzmán, es un diplomático chileno y profesor universitario. 

## Biografía
Eguiguren es licenciado en antropología en la Universidad de Chile, se graduó de la Academia Diplomática y realizó estudios de doctorado en Relaciones Internacionales en la London School of Economics. Es doctor honoris causa de la Universidad Estatal del Sur Oeste de Rusia. Ha impartido clases y charlas en su alma máter y otras universidades e institutos y participado en diversos seminarios tanto en su país como en el extranjero. Escribió el libro “Relaciones Internacionales: Una Perspectiva Antropológica”, Editorial Andrés Bello (1987), así como realizó publicaciones a título individual y junto a otros autores.
Fue embajador representante permanente de Chile ante la Oficina de Naciones Unidas y otras Organizaciones Internacionales en Ginebra (2018-2019).
Fue Embajador de Chile en la Federación de Rusia entre 2010 y 2016. En ese período fue Embajador Concurrente en Ucrania, Armenia, Bielorrusia, Kazajistán, Kirguistán Tayikistán, y Uzbekistán.
Ha sido Presidente del Consejo de la Organización Internacional de Migraciones (OIM, 2018), Vicepresidente y Relator del Consejo de Derechos Humanos (2018), Vicepresidente de la 5.ª Conferencia de Estados Partes del Tratado sobre Comercio de Armas (ATT, 2019), Presidente de la Comisión de Ciencia y Tecnología para el Desarrollo de Naciones Unidas, CSTD (2008-09), Vicepresidente de la Conferencia Diplomática de Dublín sobre la Convención Internacional para las Municiones en Racimo (2008), Vicepresidente de la Cuarta Conferencia de Naciones Unidas sobre Países Menos Adelantados en Estambul (2011).
Eguiguren ha cumplido cargos diplomáticos en Siria, Haití, Bolivia y el Reino Unido; fue consejero en la Misión de Chile ante Naciones Unidas en Nueva York (1996-2000), representante alterno ante el Consejo de Seguridad (1996-1997) y más tarde representante permanente alterno ante las Organizaciones Internacionales y la Oficina de la ONU en Ginebra (2003-2007).
En el Ministerio de Relaciones Exteriores fue Coordinador Nacional ante la Cumbre de las Américas, CELAC, UNASUR, MERCOSUR y Conferencia Iberoamericana y Director de Integración Regional Multilateral (2016-2018); Director de Política Multilateral (2009-2010), y Director de Seguridad Internacional y Desarme (2007-2008). Fue Jefe del Departamento de Medio Ambiente (1994-1995) y Jefe del Departamento de Naciones Unidas (2001-2002).
Ha participado en numerosas delegaciones de Chile en foros multilaterales, incluyendo a la Asamblea General de Naciones Unidas, la Asamblea General de la Organización de Estados Americanos, Cumbre Mundial sobre la Sociedad de la Información, ECOSOC, Conferencia Internacional del Trabajo, Asamblea Mundial de la Salud, Comisión de Derechos Humanos, Consejo de Derechos Humanos, Conferencia de Desarme, reuniones medioambientales, etc.